# Барвинівська сільська рада
Барвинівська сільська рада (до 1960 року — Черницька сільська рада) — колишня адміністративно-територіальна одиниця та орган місцевого самоврядування у Соколовському, Новоград-Волинському районах, Новоград-Волинській міській раді Волинської округи, Київської і Житомирської областей УРСР та України з адміністративним центром у с. Барвинівка.

## Населені пункти
Сільській раді були підпорядковані населені пункти:
- с. Барвинівка
- с. Тальки
- с. Тальківка

## Населення
Кількість населення ради, станом на 1923 рік, становила 2 081 особу, кількість дворів — 706.
Відповідно до результатів перепису населення 1989 року, кількість населення ради, станом на 12 січня 1989 року, становила 1 423 особи.
Станом на 5 грудня 2001 року, відповідно до перепису населення України, кількість мешканців сільської ради становила 1 161 особу.

## Склад ради
Рада складалась з 15 депутатів та голови.

## Керівний склад сільської ради
| ПІБ                       | Основні відомості                                                         | Дата обрання | Дата звільнення |
| ------------------------- | ------------------------------------------------------------------------- | ------------ | --------------- |
| Гордійчук Микола Петрович | Сільський голова, 1962 року народження, освіта, член народної партії      | 26.03.2006   | 31.10.2010      |
| Гордійчук Микола Петрович | Сільський голова, 1962 року народження, освіта вища, член народної партії | 31.10.2010   |                 |

Примітка: таблиця складена за даними джерела

## Історія
Утворено 1923 року з назвою Черницька сільська рада в складі села Черниця та колонії Людгардин Рогачівської волості Новоград-Волинського повіту. 22 лютого 1924 року кол. Людгардин передано до складу новоутвореної Марушівської сільської ради Новоград-Волинського району.
Станом на 1 вересня 1946 року Черницька сільська рада входила до складу Новоград-Волинської міської ради Житомирської області, на обліку в раді перебувало с. Черниця.
30 вересня 1958 року до складу ради було включено села Тальки, Рудня Тальківська ліквідованої Тальківської сільської ради та Болярка, Кам'яний Майдан Несолонської сільської ради. 5 березня 1959 року с. Кам'яний Майдан було передано до складу Брониківської сільської ради. 5 червня 1960 року перейменована на Барвінківську через перейменування центру ради.
Станом на 1 січня 1972 року сільська рада входила до складу Новоград-Волинського району Житомирської області, на обліку в раді перебували села Барвинівка, Тальки і Тальківка.
В 2017 році територія ради увійшла до складу Брониківської сільської територіальної громади Новоград-Волинського району Житомирської області.
Входила до складу Новоград-Волинського (7.03.1923 р., 15.09.1930 р., 4.06.1958 р.) та Соколовського (20.06.1930 р.) районів, Новоград-Волинської міської ради (1.06.1935 р.).